# Thomas Heatherwick
Thomas Heatherwick (nascido em 17 de fevereiro de 1970) é um artista e designer inglês, conhecido por seu uso inovador da engenharia e materiais em esculturas e monumentos públicos. Ele é o principal nome do Heatherwick Studio, fundado em 1994.
Em particular, ele concebeu a obra B do Bang. e o Vessel em Nova York.

## Obras

### Vessel
Em 2016, foi apresentado o projeto de Heatherwick para a estrutura do Vessel no Hudson Yards, em Nova York. A estrutura tem a forma de uma rede de escadas interligadas que os visitantes podem subir, e seu design foi inspirado nas antigas escadarias da Índia. A estrutura possui 2.500 degraus em 154 lances de escada, o que equivale a 16 andares e 80 patamares de observação. A construção começou em abril de 2017 e foi inaugurada em 15 de março de 2019.